# Никифоренко, Олег Сергеевич
Никифоренко Олег Сергеевич (бел. Алег Сяргеявіч Нікіфарэнка; род. 17 марта 2001, Могилёв) — белорусский футболист, полузащитник клуба БАТЭ.

## Клубная карьера
Начинал заниматься футболом в своём родном городе в команде «Днепра». В 14 лет поступил в Академию футбола АБФФ. После окончания учёбы вернулся в родную команду, где с 2018 года начал играть за дублирующий состав клуба. Проведя 4 игры за дубль, через полгода перешел в брестское «Динамо», за которое дебютировал 25 мая 2019 года чемпионата страны против гродненского «Немана» (6:1). В начале 2020 года был отдан в аренду в другой клуб из Бреста — «Рух». Во второй половине сезона закрепился в основном составе. 7 июля 2020 года забил в ворота «Энергетика-БГУ» (8:1) первый гол на высоком уровне. В январе 2021 года подписал полноценный контракт с «Рухом».
В марте 2022 года отправился в аренду в «Ислочь» сроком до конца первого круга. Дебютировал за клуб 19 марта 2922 года в матче против «Слуцка», выйдя на замену в начале второго тайма. Дебютный гол за клуб забил 10 апреля 2022 года в матче против солигорского «Шахтёра». Закрепился в основной команде клуба. В июле 2022 года по сроку окончания аренды подписал полноценный контракт с клубом. В январе 2023 года покинул клуб по окончании срока действия контракта.
В январе 2023 года перешёл в минское «Динамо». Официально перешёл в минский клуб 19 января . Дебютировал за клуб 18 марта в матче против «Ислочи». В январе 2024 года покинул клуб и перешёл в борисовский БАТЭ. Вторую часть сезона-2024 футболист пропустил из-за травмы. За БАТЭ он успел провести 19 матчей во всех турнирах и оформить 5+4 по системе «гол+пас». Перед началом сезона-2025 Никифоренко перешел в «МЛ Витебск» как свободный агент.

## Карьера в сборной
В октябре 2017 года в составе юношеской сборной Беларуси принимал участие в квалификационном раунде чемпионата Европы. В октябре 2019 года выступал за юниорскую сборную в аналогичном турнире.
26 марта 2021 года дебютировал в молодёжной сборной Беларуси, выйдя на замену во втором тайме товарищеского матча против Армении (2:1).
В июне 2025 года был вызван в национальную сборную Беларуси для подготовки к товарищеским матчам с командами Казахстана и России.

## Достижения
- Чемпион Беларуси (2): 2019, 2023
- Обладатель Суперкубка Беларуси: 2019